# Adriaan van Roomen
Adriaan van Roomen (Leuven, 29 september 1561 - Mainz, 4 mei 1615) was een Vlaamse arts en wiskundige, die ook bekend is onder zijn Latijnse naam Adrianus Romanus.

## Biografie
Aan het Jezuïetencollege in Keulen studeerde hij filosofie, wiskunde en astronomie om daarna in Leuven zijn studie in de geneeskunde te voltooien. Van 1586 tot 1592 was hij professor in de geneeskunde en de wiskunde aan dezelfde universiteit. In 1600 en 1601 was Willebrord Snel van Royen (Snellius) een van de leerlingen van van Roomen. De titel van dokter in de geneeskunde behaalde hij in 1594 aan de universiteit van Bologna. In 1585, tijdens een van zijn bezoeken aan Italië, ontmoette hij Christopher Clavius.
In 1593 werd hij te Würzburg aangesteld als professor in de geneeskunde. Van 1603 tot 1610 verbleef hij regelmatig in Leuven en Würzburg. In 1600 bezocht hij in gezelschap van Snellius Tycho Brahe en Johannes Kepler in Praag.
In 1603 vroeg van Roomen ontheffing van zijn onderwijsopdracht als professor in de geneeskunde aan de Universiteit. De aartsbisschop verleende vrijstelling en benoemde hem tot 'Canonicus' van de gemeente Neumünster en tot zijn eigen lijfarts.
In 1604 werd hij tot priester gewijd en na 1610 werd hij uitgenodigd om wiskunde te onderwijzen in de Poolse stad Zamość en verbleef er met enige onderbrekingen voor de volgende twee jaren. Hij onderhield echter steeds een levendige briefwisseling met vele geleerden zoals Kepler, François Viète en Clavius.

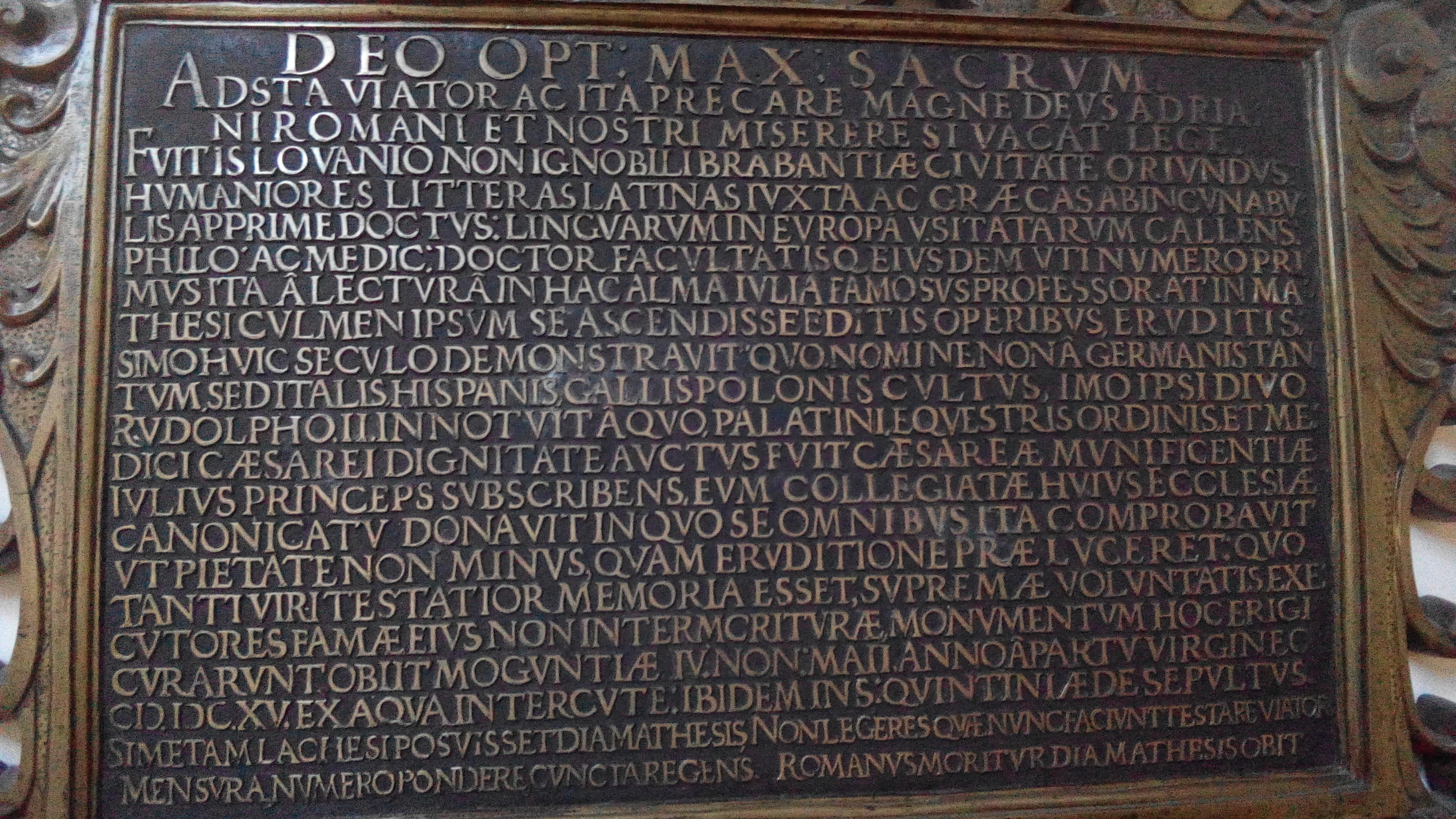
Gedenkplaat Adriaan van Roomen in de Neumünster kerk, Würzburg

Adriaan van Roomen stierf op 4 mei 1615 in Mainz tijdens een reis naar zijn geboortestad Leuven. In de Neumünster-kerk in Würzburg bevindt zich een gedenkplaat, die aan hem gewijd is en waarop zijn belangrijkste verwezenlijkingen op het gebied van de wiskunde en de astronomie opgetekend staan.

## Wiskundig werk

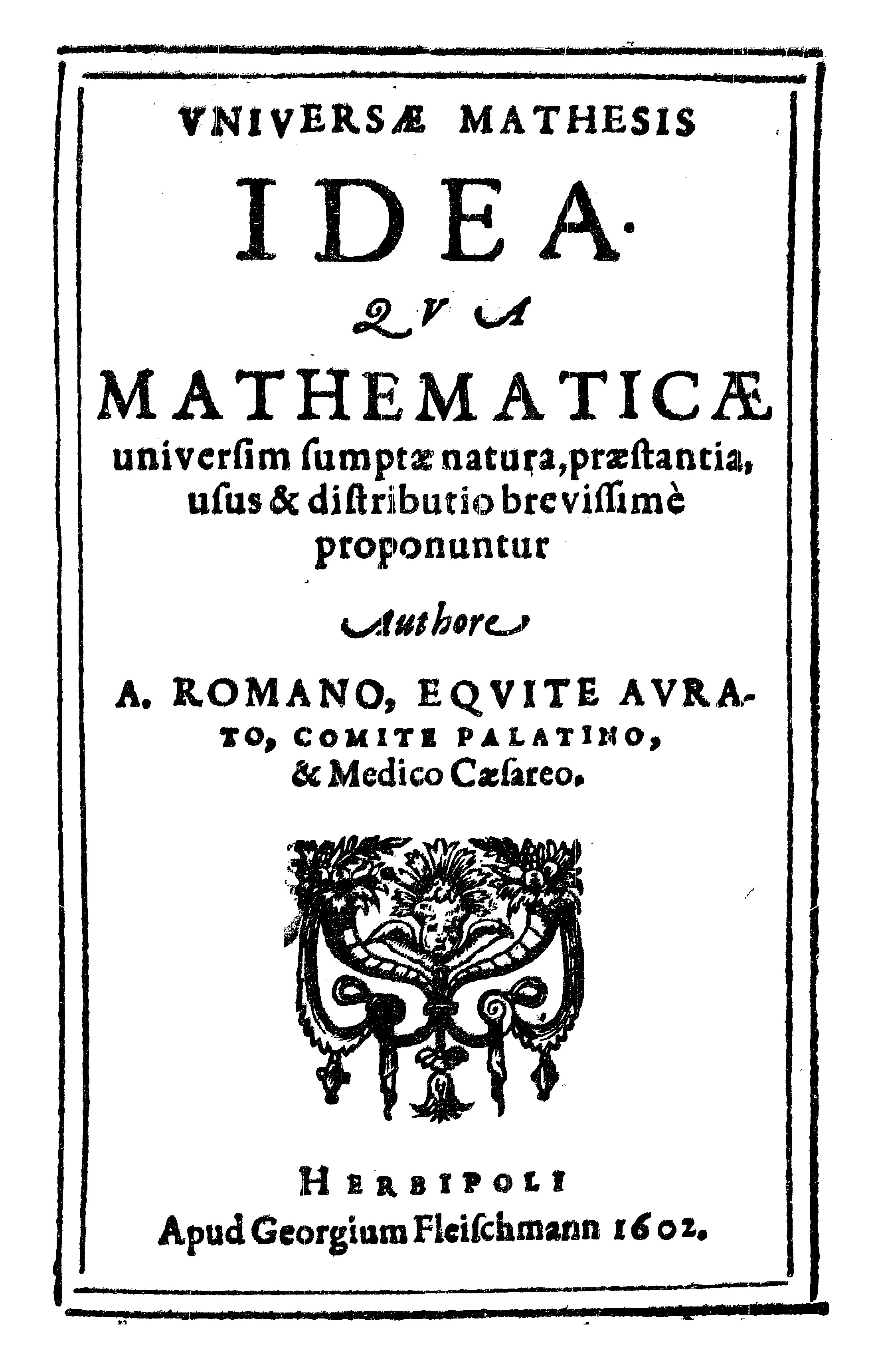
Universae mathesis idea, 1602

Het wetenschappelijk werk van Adriaan van Roomen situeert zich voornamelijk op het gebied van de wiskunde en de astronomie. Reeds in 1593 verscheen te Antwerpen zijn eerste wiskundig werk Ideae mathematicae pars prima, sive methodus polygonorum. Hij was de eerste die in de driehoeksmeting systematisch gebruik maakte van afkortingen en een uitdrukking vond voor {\displaystyle \sin(A+B)}.
Het was in dit werk dat van Roomen alle wiskundigen van de wereld uitdaagde met de opgave om de wortels te vinden van een vergelijking van de 45ste graad van de vorm → {\displaystyle f(x)=C} (zie hieronder). Het vraagstuk kwam neer op het vinden van de grootte van een koorde op een 45ste deel van een hoek wanneer de koorde op deze hoek gegeven is. Het was de Franse wiskundige François Viète, op aanvraag van Hendrik IV koning van Frankrijk, die dit als eerste inzag. Hij onderkende ook onmiddellijk dat het vraagstuk equivalent was aan het uitdrukken van {\displaystyle \sin 45A} in termen van {\displaystyle \sin A} wat een vergelijking van de 45ste graad oplevert. Viète kon onmiddellijk twee wortels opgeven en nadien alle 23 positieve wortels. De negatieve wortels werden door hem genegeerd. Op zijn beurt vroeg Viète aan van Roomen om het probleem van de constructie een cirkel die aan drie gegeven cirkels raakt, op te lossen. Dit was het bekende vraagstuk van Apollonius. Van Roomen vond een oplossing gebruikmakend van hyperbolen en publiceerde het resultaat in 1596.
In 1597 volgt zijn In Archimedis circuli dimensionem expositio et analysis.
Een van zijn meest opmerkelijke resultaten was de bepaling van Pi volgens de methode van Archimedes tot op 16 decimalen gebaseerd op de berekening van een {\displaystyle 2^{30}}-zijdige ingeschreven en omschreven veelhoek. Zijn interesse in Pi was mede te danken aan het werk van zijn vriend Ludolph van Ceulen.
In zijn Chordarum arcubus circuli primarilis, quibus videlicet is in triginta dirimitur partes, subtensarum resolutio, 1602 berekent hij verscheidene wortels, die als uitgangspunt moeten dienen voor de berekening van veelhoekszijden en dus van sinuswaarden. Van Roomen was van plan om trigonometrische tafels tot op 9 decimalen nauwkeurig uit te geven. Tot dan toe gebruikte men de tot op 10 decimalen nauwkeurige tafels van Rheticus (in 1596 gepubliceerd in Opus palatinum de triagulis door zijn leerling Valentinus Otho). Van Roomen betwijfelde de nauwkeurigheid van deze tafels en schreef een brief naar Clavius van het Collegio Romano te Rome waarin hij opmerkte dat om tangens en secans op 10 decimalen nauwkeurig te berekenen men voor de waarden van de sinus een nauwkeurigheid moest bereiken van 20 decimale plaatsen.
Verdere bijdragen van van Roomen vindt men op het gebied van meetkundige figuren van gelijke omtrek. Pappus had een aantal stellingen bewezen betreffende de maximale oppervlakte van veelhoeken van gelijke omtrek. Zo had hij bewezen dat regelmatige veelhoeken de maximale oppervlakte hebben onder al de veelhoeken van gelijke omtrek. Van Roomen veralgemeende de resultaten van Pappus.
Van Roomen schreef ook een commentaar op Al-Chwarizmi's Algebra, maar de enige overgebleven manuscripten werden in 1914 en 1944 vernietigd als een gevolg van de Eerste Wereldoorlog en de Tweede Wereldoorlog.
Als 'Kalendermaker' publiceerde hij in 1594 zijn boek Theoria Calendariorum en gaf ook kalenders uit voor de jaren 1596-1603, waarin hij onder andere voorspellingen maakte omtrent toekomstige maans- en zonsverduisteringen.

## Het vraagstuk dat Adriaan van Roomen aan de wereld stelde
Van Roomen vroeg aan alle belangstellenden een oplossing voor de volgende vergelijking van de 45ste graad:
{\displaystyle 45x-3795{x^{3}}+95634{x^{5}}-1138500{x^{7}}+7811375{x^{9}}-34512075{x^{11}}+105306075{x^{13}}-}
{\displaystyle 232676280{x^{15}}+384942375{x^{17}}-488494125{x^{19}}+483841800{x^{21}}-378658800{x^{23}}+}
{\displaystyle 236030652{x^{25}}-117679100{x^{27}}+46955700{x^{29}}-14945040{x^{31}}+3764565{x^{33}}-740259{x^{35}}+} :{\displaystyle 111150{x^{37}}-12300{x^{39}}+945{x^{41}}-45{x^{43}}+{x^{45}}=C}
met
{\displaystyle C={\sqrt {2+{\sqrt {2+{\sqrt {2+{\sqrt {2}}}}}}}}}
Mathematica 4.1 geeft voor de 45 wortels (x waarden die aan de vergelijking voldoen):
{\displaystyle x\rightarrow -1{,}99709,x\rightarrow -1{,}99299,x\rightarrow -1{,}95673,x\rightarrow -1{,}95604,}
{\displaystyle x\rightarrow -1{,}88234,x\rightarrow -1{,}87629,x\rightarrow -1{,}76945,x\rightarrow -1{,}76242,}
{\displaystyle x\rightarrow -1{,}62084,x\rightarrow -1{,}61524,x\rightarrow -1{,}44171,x\rightarrow -1{,}43564,}
{\displaystyle x\rightarrow -1{,}23476,x\rightarrow -1{,}22788,x\rightarrow -1{,}00378,x\rightarrow -0{,}996219,}
{\displaystyle x\rightarrow -0{,}753257,x\rightarrow -0{,}745166,x\rightarrow -0{,}488076,x\rightarrow -0{,}479609,}
{\displaystyle x\rightarrow -0{,}213396,x\rightarrow -0{,}204717,x\rightarrow 0{,}0654382,x\rightarrow 0{,}0741595,}
{\displaystyle x\rightarrow 0{,}342998,x\rightarrow 0{,}351593,x\rightarrow 0{,}613883,x\rightarrow 0{,}622182,}
{\displaystyle x\rightarrow 0{,}872818,x\rightarrow 0{,}880662,x\rightarrow 1{,}11477,}
{\displaystyle x\rightarrow 1{,}122,x\rightarrow 1{,}33504,x\rightarrow 1{,}34147,x\rightarrow 1{,}53018,}
{\displaystyle x\rightarrow 1{,}53392,x\rightarrow 1{,}6466,x\rightarrow 1{,}70657,x\rightarrow 1{,}73335,}
{\displaystyle x\rightarrow 1{,}7864-0{,}180312i,x\rightarrow 1{,}7864+0{,}180312i,x\rightarrow 2{,}01466,x\rightarrow 2{,}04567,x\rightarrow 2{,}11823}
Viète kon onmiddellijk als oplossing 2 van de positieve wortels geven waarvan er een van de vorm
{\displaystyle x_{0}={\sqrt {2-{\sqrt {2+{\sqrt {2+{\sqrt {2+{\sqrt {3}}}}}}}}}}}

## Externe bronnen
- Biografie in het MacTutor archief van Adriaan van Roomen. (Engels)

- Biblioteca Nacional de España: XX1680695
- Bibliothèque nationale de France: cb12459969s (data)
- Biografisch Portaal: 68247183
- Digitale Bibliotheek voor de Nederlandse Letteren: room002
- Gemeinsame Normdatei: 100255426
- International Standard Name Identifier: 0000 0001 2149 1548
- Library of Congress Control Number: n87806454
- Nationale Bibliotheek van Tsjechië: pna2009504884
- Nederlandse Thesaurus van Auteursnamen: 070173990
- Istituto Centrale per il Catalogo Unico: RMLV036213
- LIBRIS: 315017
- SNAC: w6xw645b
- Système universitaire de documentation: 033769788
- Virtual International Authority File: 120701306
- WorldCat: E39PBJkdhDmqcmKqq3HbRh34v3